# بلشاصر
بيلشاصر (بالعبرية: בֵּלְשַׁאצַּר)، اليونانية: Βαλτάζαρ، (بالتازار)، من الأكادية: 𒂗𒈗𒋀، وتعني «بيل يحمي الملك») هو الابن البكر لنابونيدوس، آخر ملوك الإمبراطورية البابلية الحديثة، ووصي العرش بدلا عن والده أثناء غياب الأخير المطول عن المدينة. ربما يكون قد قُتل عندما سقطت بابل في يد الفرس في عام 539 قبل الميلاد.
يظهر بيلشاصر أيضًا كشخصية أساسية في قصة وليمة بيلشاصر في سفر دانيال، المعترف به من قبل العلماء على أنه عمل خيال تاريخي. بيلشاصر سفر دانيال ليس خبيثًا (حيث يكافئ دانيال على تفسيره للكتابة)، لكن في التقاليد اليهودية اللاحقة تم تصويره كطاغية يقوم بقمع الشعب اليهودي.

## في سفر دانيال

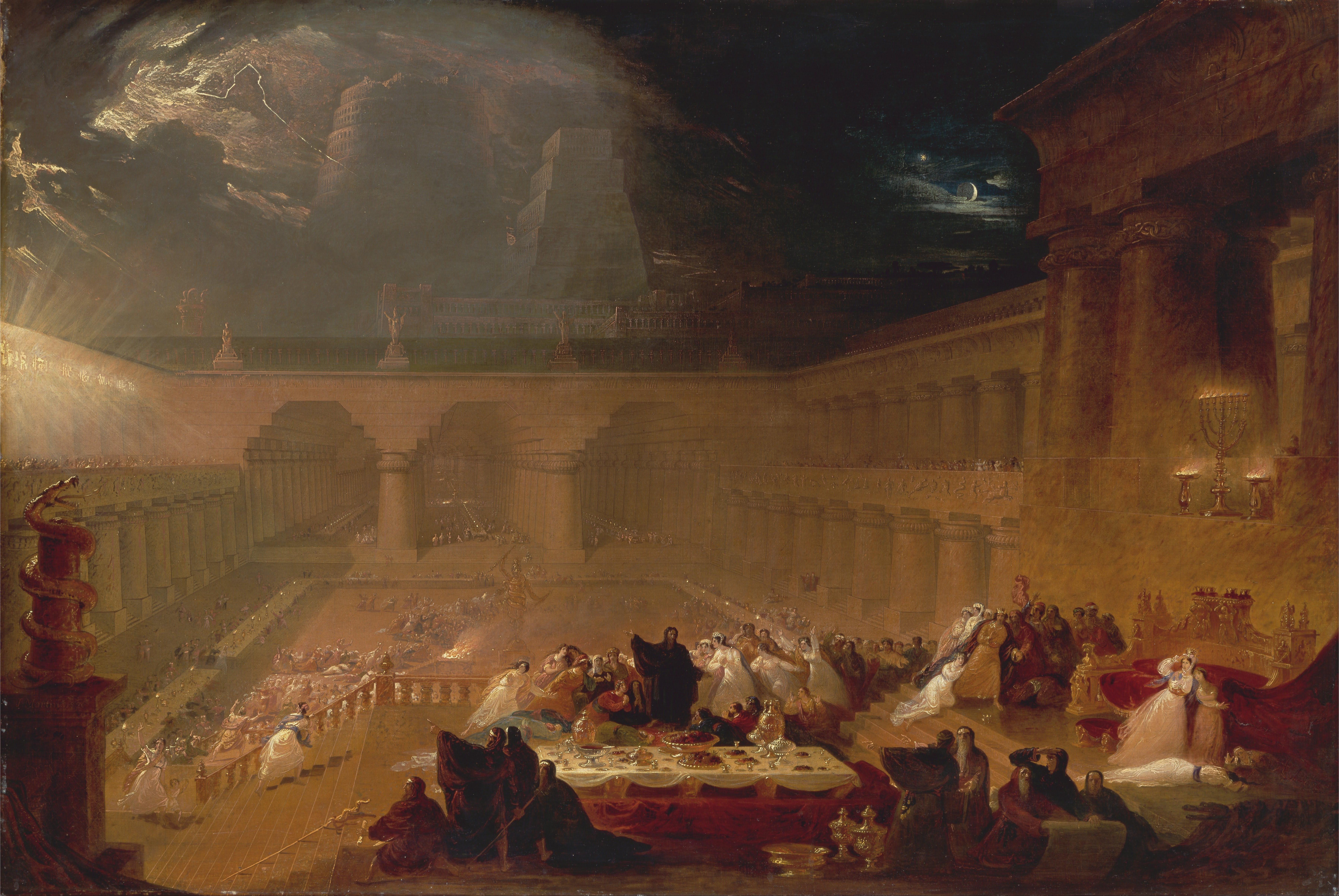
وليمة بلشاصر بريشة الرسام البريطاني جون مارتن. اللوحة محفوظة في مجموعة خاصة.

في سفر دانيال، يلعب بيلشاصر دورا هاما في قصة وليمة بيلشاصر، والتي تظهر ما يحدث عندما لا يتوب الملك. خلال الوليمة، يأكل البابليون ويشربون من أواني هيكل أورشليم، ويرى «الملك» بيلشاصر يدًا تكتب كلمات «منا» و«منا» و«تقيل» و«فرسين» على الحائط. يفسر دانيال الكتابة كحكم من الرب، إله إسرائيل، متنبأً بسقوط بابل. يخبر دانيال بيشاصر أنه لأنه تعظم على رب السماء، سيتم منح مملكته إلى الميديين والفرس. قتل بيلشاصر في تلك الليلة، وأخذ داريوس الميدي المملكة.
تم تجميع سفر دانيال بعد فترة وجيزة من عام 164 قبل الميلاد، في أعقاب ثورة المكابيين. قصة وليمة بيلشاصر هي خيال تاريخي، والعديد من تفاصيلها لا تتفق مع الحقائق التاريخية المعروفة. يصور بيلشاصر في القصة على أنه ملك بابل و«ابن» نبوخذ نصر، على الرغم من أنه كان في الواقع ابن نابونيدوس — أحد خلفاء نبوخذ نصر — ولم يصبح ملكًا على الإطلاق. في القصة، فإن الفاتح الذي يرث بابل هو داريوس الميدي، لكن لم يعرف التاريخ مثل هذا الفرد، وكان الغزاة في الواقع من الفرس وليس الميديين. هذا التناقض يعبر عن فترة "tale of court contest" والتي لم تعتبر فيها الدقة التاريخية عنصرا أساسيا.

### بيبلوجرافيا
- Albertz، Rainer (2003). Israel in Exile: The History and Literature of the Sixth Century B.C.E. Society of Biblical Literature. ISBN:9781589830554. مؤرشف من الأصل في 2021-05-16.
- Briant، Pierre (2002). From Cyrus to Alexander: A History of the Persian Empire. Eisenbrauns. ISBN:9781575061207. مؤرشف من الأصل في 2020-10-28.
- Chavalas، Mark W. (2000). "Belshazzar". في Freedman، David Noel؛ Myers، Allen C. (المحررون). Eerdmans Dictionary of the Bible. Eerdmans. ISBN:9789053565032.
- Collins، John J. (1984). Daniel: With an Introduction to Apocalyptic Literature. Eerdmans. ISBN:9780802800206. مؤرشف من الأصل في 2022-11-07.
- Collins، John J. (2002). "Current Issues in the Study of Daniel". في Collins، John J.؛ Flint، Peter W.؛ VanEpps، Cameron (المحررون). The Book of Daniel: Composition and Reception. BRILL. ج. I. ISBN:978-0391041271.
- Dougherty، Raymond Philip (1929). Nabonidus and Belshazzar. Wipf and Stock Publishers (2008 reprint). ISBN:9781556359569. مؤرشف من الأصل في 2020-10-28.
- Henze، M.H. (1999). The Madness of King Nebuchadnezzar. Eisenbrauns. ISBN:978-9004114210. مؤرشف من الأصل في 2020-10-28.
- Laughlin، John C. (1990). "Belshazzar". في Mills، Watson E.؛ Bullard، Roger Aubrey (المحررون). Mercer Dictionary of the Bible. Mercer University Press. ISBN:9780865543737. مؤرشف من الأصل في 2024-05-25.
- Newsom، Carol A.؛ Breed، Brennan W. (2014). Daniel: A Commentary. Presbyterian Publishing Corp. ISBN:9780664220808. مؤرشف من الأصل في 2022-03-28.
- Seow، C.L. (2003). Daniel. Westminster John Knox Press. ISBN:9780664256753. مؤرشف من الأصل في 2022-09-27.
- Waters، Matt (2014). Ancient Persia: A Concise History of the Achaemenid Empire, 550–330 BCE. Cambridge University Press. ISBN:9781107652729. مؤرشف من الأصل في 2021-11-14.